# Surniculus velutinus
El cuclillo drongo filipino (Surniculus velutinus) es una especie de ave cuculiforme de la familia Cuculidae endémica de Filipinas. Anteriormente se consideraba una subespecie del cuclillo drongo asiático (S. lugubris) pero ahora se consideran especies separadas en función de sus diferentes cantos y el plumaje de sus juveniles, y las únicas componentes del género Surniculus.

## Descripción
Mide alrededor de 23 cm de largo. Su plumaje es totalmente negro con brillos azulados, a excepción de una lista blanca bajo las alas y algunas marcas blancas en los muslos y bajo la cola. Su pico también es negro, puntiagudo y curvado hacia abajo. Tiene la cola bastante larga y con los laterales ligeramente curvados hacia el exterior. Los juveniles son menos brillantes que los adultos pero del mismo color, a diferencia de los juveniles de los cuclillos drongo asiáticos que están salpicados de motas blancas. Su canto consiste en series repetidas de 8 o 9 notas ascendentes.

## Comportamiento y distribución
Habita en el dosel y los niveles medios del bosque, en las selvas de tierras bajas de las islas Filipinas. Generalmente se encuentra en solitario y suele ser desconfiado. Hay dos subespecies: S. v. velutinus que se encuentra en Mindanao, Samar, Leyte, Bohol y el archipiélago de Joló; S. v. chalybaeus que ocupa Luzón, Mindanao y Negros. En Palawan la especie es reemplazada por cuclillos drongo asiáticos de la subespecie minimus.
Se sabe poco de sus costumbres reproductoras. Es probable que sea un parásito de puesta como sus parientes cercanos pero las especies en cuyos nidos pone sus huevos no se conocen.